# Turistická značená trasa 4298
Turistická značená trasa 4298 je 17 km dlouhá zeleně značená turistická trasa Klubu českých turistů v Orlických horách.

## Vznik
Trasa vznikla v několika vlnách jako jedna z reakcí na otevření muzea československého opevnění na dělostřelecké tvrzi Bouda nedaleko Suchého vrchu v Bukovohorské hornatině v první polovině devadesátých let dvacátého století. Pro potřeby návštěvníků nově otevřeného muzea byla síť značených cest v té době nedostatečná. Jeho blízkostí, ale přesto mimo vchodový objekt, procházela pouze červeně značená Jiráskova cesta z Mladkova na Suchý vrch. Trasa 4298 nebyla vyznačena najednou, ale ve čtyřech fázích. Poslední byla dokončena s odstupem v roce 2010. Účelem jejího zřízení bylo zejména připojení obcí Těchonín a Lichkov, jakož i zpřístupnění všech povrchových objektů tvrze Bouda.

## Průběh
Začátek trasy je situován u Těchonínského vlakového nádraží na trati Ústí nad Orlicí – Lichkov. Původně začínala přímo u staniční budovy, po rekonstrukci nádraží bylo východiště přesunuto na opačnou stranu kolejiště. Z počátku vede trasa v krátkém souběhu s modře značenou trasou 1858 spojující červené hřebenové trasy Mladkovské vrchoviny a Bukovohorské hornatiny. Obě trasy vedou společně podél kolejí k silnici II/311, ke které se přimykají, procházejí jejím podjezdem pod tratí a pak se rozcházejí. Trasa 4298 pokračuje do centra Těchonína ke kostelu, kde přechází na místní komunikaci a pokračuje východním směrem zástavbou Těchonína. Současně trasa vstupuje na území přírodního parku Suchý vrch - Buková hora. Na konci Těchonína se nachází improvizované parkoviště sloužící návštěvníkům tvrze Bouda k odstavení automobilů, protože jejich vjezd na další část trasy je zakázán. Zelená značka zde vstupuje do lesa a do údolí zvaného Uhlířský důl. Cesta, po které je vedena, je bývalou pevnostní silnicí vybudovanou firmou Litická akciová společnost mezi lety 1936 a 1937. Z větší části je vedena po dně dolu podél Těchonínského potoka. V horní části dolu se pevnostní silnice i zelená značka od něj odklání a pomocí dvou serpentin vystoupá do svahu ke vchodovému objektu tvrze Bouda. Ve druhé serpentině se k zelené značce zleva připojuje červeně značená cyklistická trasa 4071 z Mladkova. V souběhu procházejí kolem vchodového objektu tvrze, kde končí původní pevnostní silnice a navazuje cesta vybudovaná firmou Ing. Zdenko Kruliš z důvodu zásobování výstavby tvrze. Po ní obě značky pokračují ještě asi 300 metrů na rozcestí Bouda, navíc se přidává žlutě značená běžkařská trasa provozovaná Ski areálem Čenkovice a červeně značená Jiráskova cesta. Na zmíněném rozcestí končí 6,5 km dlouhý nejstarší úsek trasy 4298.
Zde trasa opouští původní přibližně východní směr a stáčí se na severozápad. Cyklistická trasa 4071, Jiráskova cesta a žlutá běžkařská trasa pokračují původním směrem na Suchý vrch a 4298 přechází do souběhu s červeně značenou turistickou trasou do Králík, v kterém vede do sedla mezi Bradlem a Boudou. Zde se osamostatňuje po hřebeni vede přes vrchol Boudy k tvrzovému pěchotnímu srubu K-S24 Libuše a dále po lesních pěšinách vede k dalším tvrzovým objektům K-S22 Horymír, K-S23 Teta a K-S21 Kazi. Mezi rozcestím Bouda a objektem K-S24 došlo v roce 2012 k přeložce trasy ze severozápadního úbočí vrchu Bouda na trasu přímo přes vrchol a to v reakci na prodloužení a přetrasování naučné stezky Betonová hranice, která část trasy 4298 mezi vchodovým objektem tvrze a rozcestním se žlutě značenou turistickou trasou 7321 využívá. Na zmíněném úseku se vyskytují četné informační tabule naučné stezky, samotného muzea a přírodního parku. U objektu K-S21 končí 1,5 km dlouhý druhý nejstarší úsek trasy 4298, jehož prvotním úkolem bylo usnadnění orientace návštěvníků po povrchu tvrze. V této fázi již sleduje značka převážně severní směr.
Od objektu K-S21 trasa strmě klesá po pěšině severním svahem vrchu Bouda. Kříží vrstevnicovou lesní cestu, kde se nachází výše zmíněné rozcestí se žlutě značenou trasou 7321, na kterou přechází i trasa naučné stezky. Dále míjí pěchotní srub K-S20 Na Pupku a vychází v blízkosti křižovatky lesních cest spojujících Horní Boříkovice, Dolní Boříkovice a Lichkov, směrem na nějž pokračuje. Odsud až do Lichkova vede zelená značka v souběhu s bíle značenou cyklistickou trasou 4077. Cesta sleduje nejprve vrstevnici, později klesá. Zleva se připojuje cesta podobného charakteru od Mladkova. Trasa opouští les a pastvinami sestupuje k Lichkovu. Jeho zástavbou prochází k místnímu nádraží. Kde končí poslední pět kilometrů dlouhá fáze vyznačená v první polovině devadesátých let. Nachází se zde rozcestí s výchozí modře značenou trasou 1974 vedoucí na Mlýnský vrch.
Poslední 2,5 km dlouhá část trasy byla vyznačena s velkým časovým odstupem. Značení bylo kompletně dokončeno až v roce 2010. Trasa kříží silnici II/312 a podél železniční trati klesá západním směrem údolím Tiché Orlice k Mladkovu většinou v souběhu s cyklistickou trasou 4077. Cestou míjí mariánský pramen a skalní útvar Bílý zámek s horolezeckými trasami, na kterém ve středověku stála dřevěná mladkovská tvrz. Trasa končí na mladkovském náměstí na rozcestí opět s Jiráskovou cestou a s naučnou stezkou Betonová hranice.

## Turistické zajímavosti na trase
- Kostel svaté Markéty v Těchoníně
- Přírodní park Suchý vrch - Buková hora
- Pevnostní silnice
- Dělostřelecká tvrz Bouda
- Evropsky významná lokalita Bouda u Těchonína
- Kostel svatého Josefa v Lichkově
- Bílý zámek
- Památná Lípa velkolistá v Mladkově
- Kostel svatého Jana Křtitele v Mladkově